# Playa Maruja García
La playa Maruja García, comúnmente llamada Playa Maruja, está situada en el municipio español de Torrenueva Costa, en la provincia de Granada, comunidad autónoma de Andalucía.
Con una anchura de unos 15 metros es una playa de arena oscura que discurre a lo largo de 300 m de costa entre el Puerto de Motril y Torrenueva Costa. Se encuentra entre la Playa del Cañón-La Pelá y la playa de las Azucenas. De fácil acceso, presenta un bajo nivel de ocupación.
Es una de las playas más recomendadas de visitar en la Costa Granadina.
La playa hace referencia a Maruja García, vecina del municipio de Torrenueva Costa, nombrada en su honor en nombre de todas las madres, abuelas y mujeres trabajadoras del municipio.